# Polyrhachis retrorsa
Polyrhachis retrorsa är en myrart som beskrevs av Carlo Emery 1900. Polyrhachis retrorsa ingår i släktet Polyrhachis och familjen myror. Inga underarter finns listade i Catalogue of Life.